# Carl-von-Bach-Gymnasium

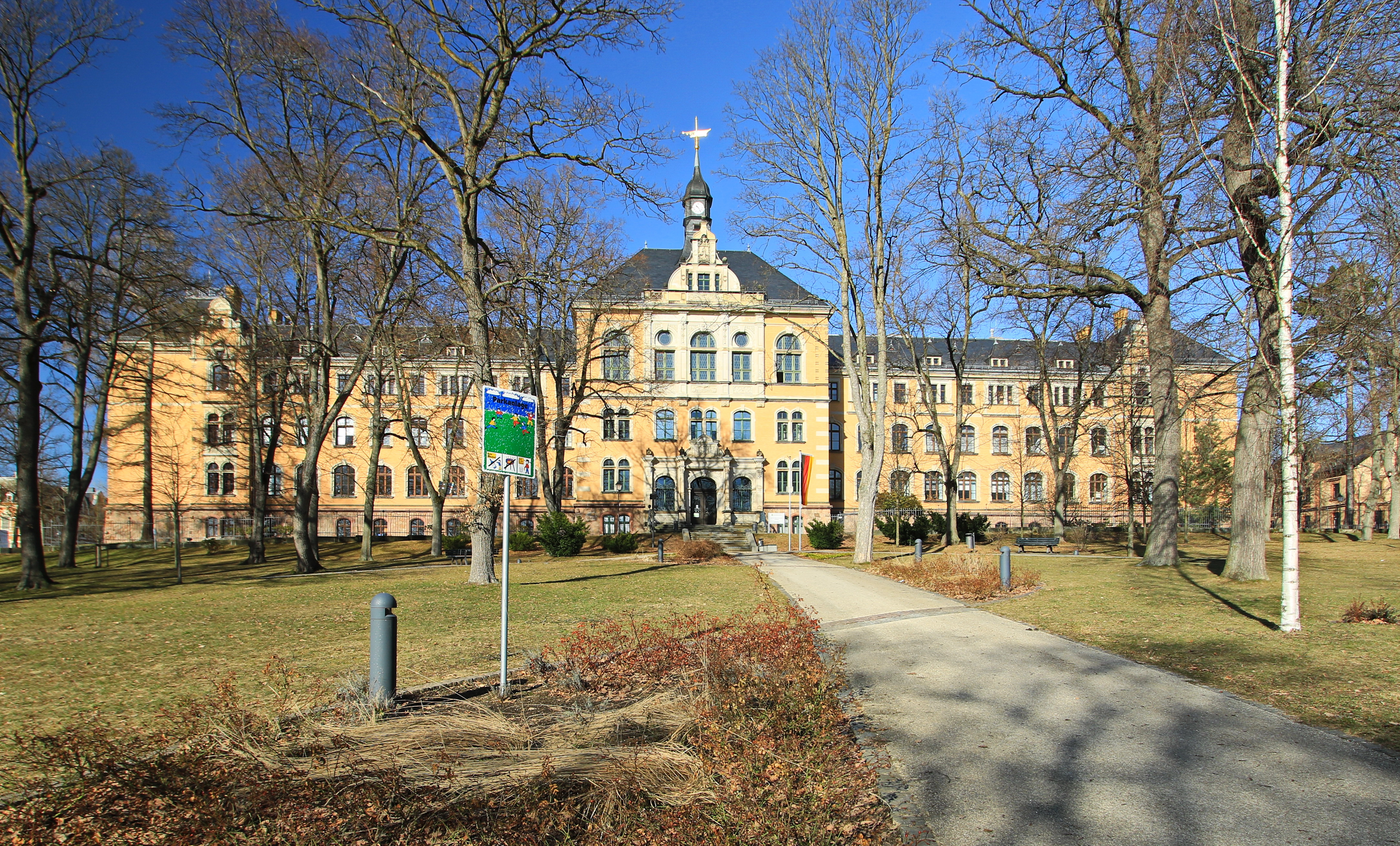
Carl-von-Bach-Gymnasium Stollberg/Erzgeb.

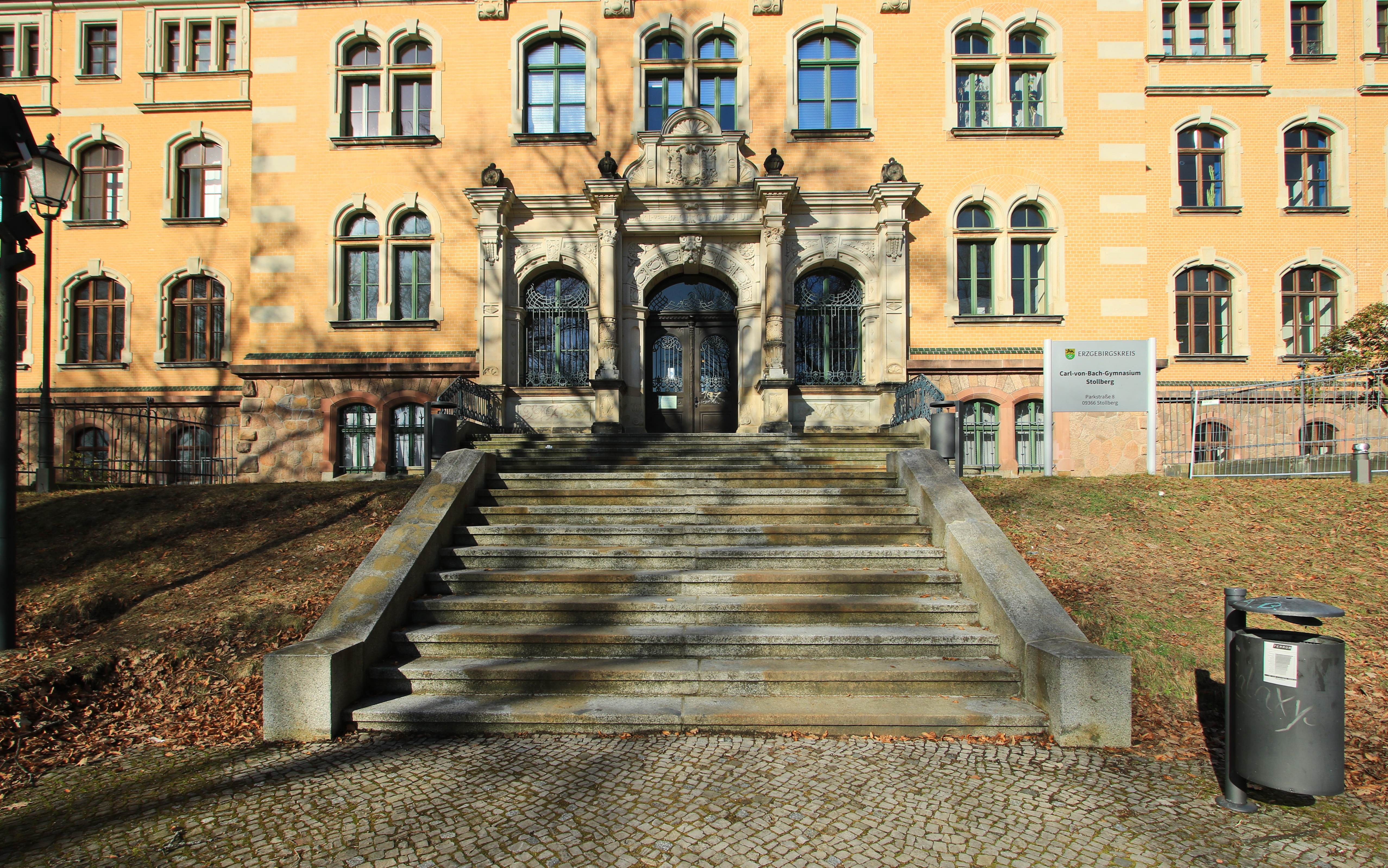
Eingangsbereich

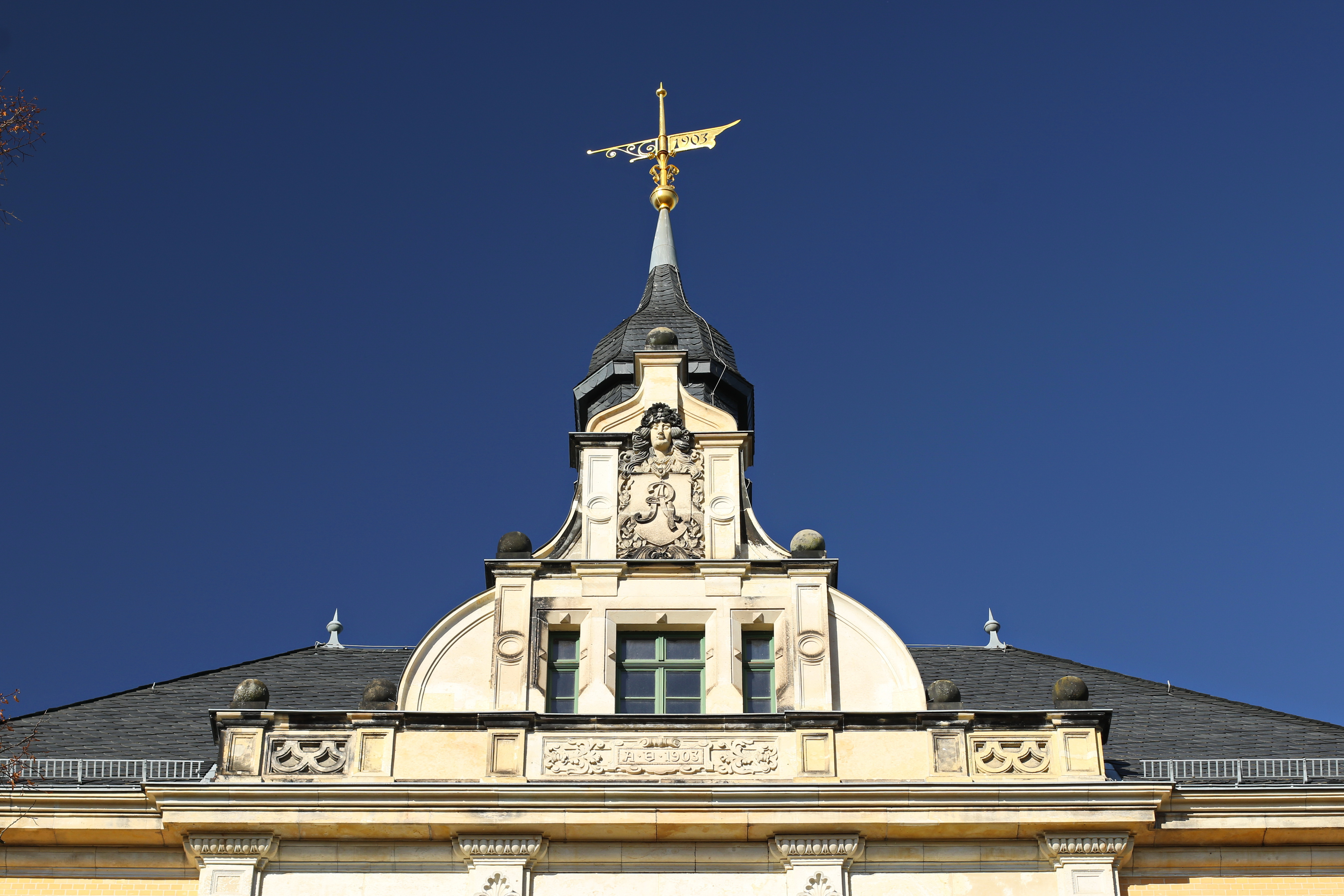
Turmspitze auf dem Gymnasium

Das Carl-von-Bach-Gymnasium in Stollberg/Erzgeb. ist eine weiterführende Schule im sächsischen Erzgebirgskreis. Es befindet sich in dem denkmalgeschützten Gebäude des von 1900 bis 1903 erbauten Königlich Sächsischen Lehrerseminars.

## Lage
Das Gymnasium liegt in der Parkstraße 8 in der Großen Kreisstadt Stollberg/Erzgeb.

## Geschichte der Schuleinrichtung
Das Gymnasium wurde von 1900 bis 1903 als Königlich Sächsisches Lehrerseminar in einem dreiflügeligen Jugendstilgebäude unter Leitung des Architekten Conrad Canzler errichtet und beherbergte später die Hans-Beimler-Oberschule, die auch als Internat diente und nach 1990 in das heutige Carl-von-Bach-Gymnasium umgewandelt wurde.
1997 wurde das Gymnasium nach dem 1847 in Stollberg geborenen und später in den Adelsstand erhobenen Ingenieur Carl Bach benannt.
Das Gymnasium verfügt über eine sehenswerte Aula mit Wandgemälden von Otto Fritzsche, die zu öffentlichen Anlässen (Chorauftritte, Theateraufführungen) zugänglich ist.

## Persönlichkeiten (Auswahl)

### Lehrer
Lehrerseminar
- Ota Wićaz (1874–1952), Literatur- und Kulturhistoriker
- Johannes Schumann (1881–nach 1949), Komponist und Musikerzieher
- Alfred Hofmann (1882–1962), Maler und Grafiker, Lehrer für Kunsterziehung

Oberschule
- Hellmut Döring (1903–1995), Pädagoge, strafversetzt an die Oberschule Stollberg

Erweiterte Oberschule
- Volkmar Hellfritzsch (1935–2022), Onomastiker, Lehrer für Deutsch und Englisch

### Schüler
Lehrerseminar
- Walter Grellmann (1888–1963), Politiker (DNVP), MdL Sachsen
- Karl Trinks (1891–1981), Pädagoge
- Rudolf Weber (1893–1983), Lehrer, Heimatforscher und Ortschronist
- Hans Jüchser (1894–1977), Maler und Grafiker
- Rudolf Bilz (1898–1976), aus Thalheim/Erzgeb., Psychiater, Psychotherapeut und Hochschullehrer
- Paul Rauchfuß (1902–1966), Lehrer, Musiker und Kulturfunktionär
- Rudolf Käubler (1904–1989),  Geograph

Gymnasium
- Heinz Diettrich (1940–2022), Chirurg und ärztlicher Standespolitiker

Erweiterte Oberschule
- Torsten Gahler (* 1973), Politiker (AfD), MdL Sachsen